# Ludzkie działanie

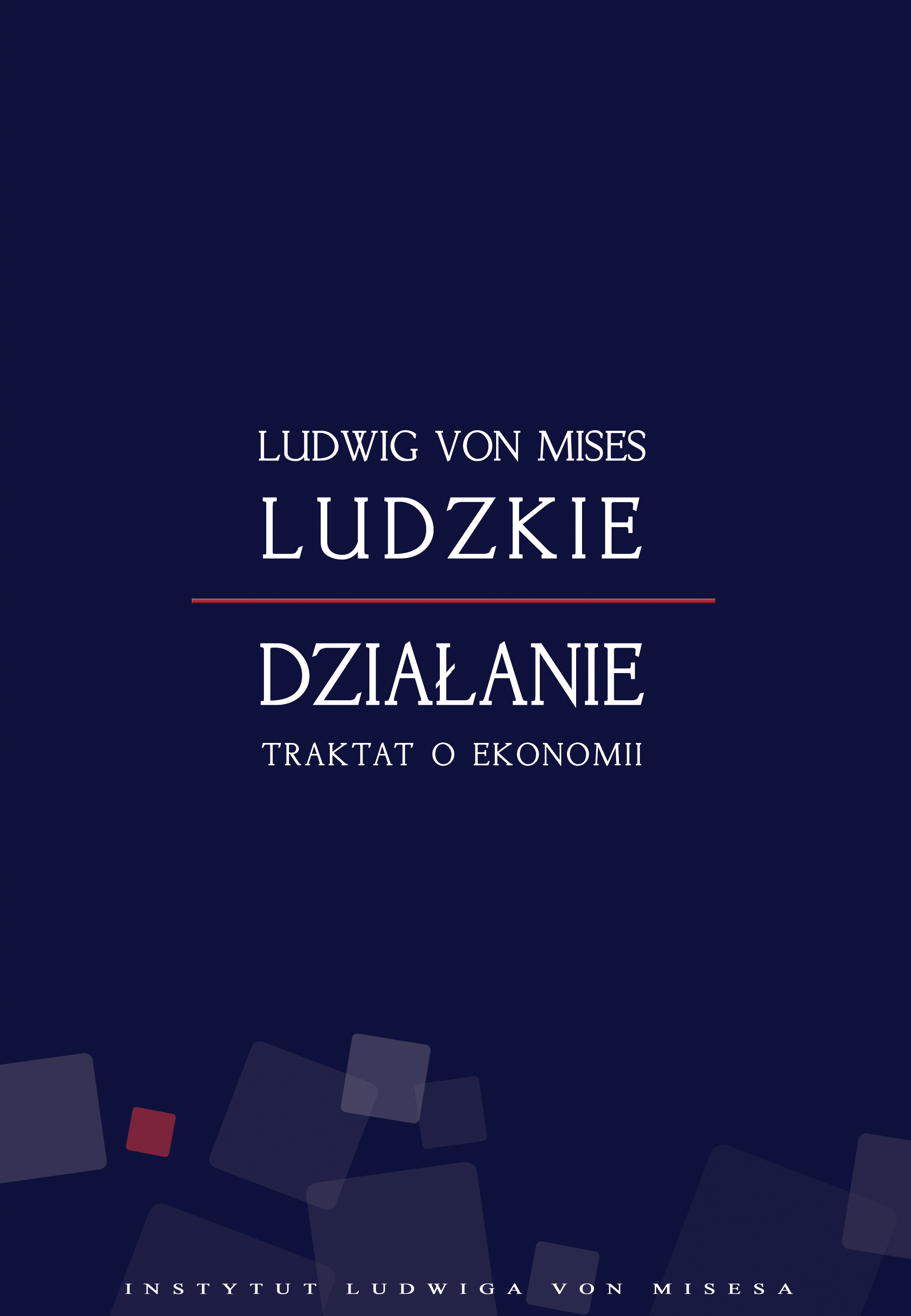
Okładka pierwszego polskiego wydania "Ludzkiego działania", wydanego przez Instytut Misesa

Ludzkie działanie: Traktat o ekonomii – traktat ekonomiczny, opus magnum austriackiego ekonomisty Ludwiga von Misesa, wydany po raz pierwszy w 1949. 
Autor przedstawia w nim koncepcję ekonomii, jako dziedziny prakseologii − dedukcyjnej nauki o ludzkim działaniu. Opisuje sposoby gospodarowania, przedstawia funkcjonowanie gospodarki rynkowej, socjalistycznej oraz różnych sposobów interwencji państwa w rynek. Na końcu zajmuje się rolą ekonomii jako nauki oraz ekonomistów w społeczeństwie.

## Historia wydania
Z różnych przyczyn traktatu Misesa początkowo nie zauważono. Jedną z nich był nieszczęśliwy zbieg okoliczności: Nationalökonomie - pierwsza, niemiecka edycja Ludzkiego działania, ukazała się w Szwajcarii w chwili, kiedy wydawca musiał zrezygnować z dystrybucji książki, gdyż rozpoczęła się II wojna światowa. Inną przyczyną braku zainteresowania dziełem Misesa było to, że początkowo nie docenili go nawet przedstawiciele szkoły austriackiej, do której należał Mises. W recenzji z 1941 r. Friedrich Hayek wyrażał zakłopotanie tym, że dociekania Misesa idą w kierunku niezależnym od badań pozostałych przedstawicieli szkoły, a rozwój jego teorii jest zdecydowanie autonomiczny. Wraz z upływem czasu dostrzeżono, że traktat Misesa podejmował istotniejsze wątki teorii założyciela szkoły austriackiej Carla Mengera i twórczo je rozwijał. Jak pisze Joseph Salerno, Mises chciał rozwiązać dwa istotne problemy, których nie rozwiązali jego poprzednicy: problem statusu konstruktu równowagi oraz rozziewu między teorią pieniądza a teorią wartości. Zajął się zagadnieniami porzuconymi przez resztę szkoły, toteż siłą rzeczy działał w odosobnieniu.
Znaczenie traktatu dostrzeżono, kiedy w USA (New Haven, Yale University Press 1949) i Wielkiej Brytanii (London, W. Hodge & Co., 1949) ukazała się jego rozszerzona wersja angielska Ludzkiego działania pod tytułem Human Action: A Treatise on Economics. Dzięki Misesowi (który od 1940 roku przebywał w USA) i dzięki jego Ludzkiemu działaniu w latach sześćdziesiątych XX wieku nastąpiło odrodzenie austriackiej szkoły ekonomii, która pod koniec lat trzydziestych utraciła prężność, gdyż jej dotychczasowy dorobek został w znacznym stopniu wchłonięty przez szkoły głównego nurtu ekonomii.

## Wydania
Dzieło Misesa jest często wznawiane i tłumaczone. Ukazały się cztery wydania amerykańskie (1949, 1963, 1966, 1996) i reprinty pierwszego wydania (ostatni w 1998), a także liczne tłumaczenia i ich wznowienia: włoskie (1959), hiszpańskie (1960, 1968, 1980, 1986), chińskie (na Tajwanie 1976/77, 1991), francuskie (1985), portugalskie (1990), japońskie (1991), rosyjskie (2005), czeskie (2006), polskie (2007).
W 1995 roku w kwartalniku Prakseologia (nr 128-129) opublikowano obszerne fragmenty dzieła w polskim tłumaczeniu prof. Michała Tempczyka i Aleksandra Kotłowskiego. W listopadzie 2007 roku, staraniem polskiego Instytutu Misesa ukazało się polskie wydanie Ludzkiego działania. Autorem tłumaczenia jest Witold Falkowski.

## Zawartość
Tematyka Ludzkiego działania obejmuje zagadnienia wszystkich głównych działów ekonomii: mikro i makroekonomii, polityki gospodarczej, metodologii a nawet historii gospodarczej. Zawartość dzieła koncentruje się wokół przeciwstawienia gospodarki wolnorynkowej i regulowanej, w szczególności socjalizmu. Główna teza jaką Mises stawia w Ludzkim działaniu mówi, że najdoskonalszym ustrojem społeczno-gospodarczym jest wolny rynek, gdyż tylko w jego warunkach możliwa jest kalkulacja ekonomiczna, będąca koniecznym narzędziem racjonalnego gospodarowania. 
W pierwszej części dzieła, Mises podejmuje przede wszystkim zagadnienia metodologii szkoły austriackiej kontrastując ją z innymi nurtami metodologicznymi ekonomii. Wiele miejsca poświęca zaprezentowaniu podstawowych problemów prakseologii. Definiuje ludzkie działanie oraz przedstawia podstawowe kategorie, które się z nim wiążą: cele, środki, hierarchia wartości, czas oraz niepewność. 
Druga część Ludzkiego działania, zatytułowana Działanie w społeczeństwie poświęcona jest prakseologicznej analizie społeczeństwa. Mises opowiada się za metodologicznym indywidualizmem twierdząc, że każde działanie jest wykonywane przez jednostkę, nigdy grupę. Powiedzenie grupa działa jest jego zdaniem jedynie wyrażeniem metaforycznym, które w sensie ścisłym znaczy: jednostka działa w imieniu grupy. W kolejnych rozdziałach Mises analizuje źródła i skutki podziału pracy oraz rolę idei w społeczeństwie.
W trzeciej części Mises przedstawia rolę kalkulacji ekonomicznej dla racjonalnego podejmowania decyzji. Następnie charakteryzuje ceny dóbr: sposób ich kształtowania się, zmienność oraz stabilizację. Po raz pierwszy w dziele przedstawiony został też problem kalkulacji ekonomicznej.
Część czwarta: Katalaktyka lub ekonomia społeczeństwa rynkowego poświęcona jest szczegółowemu omówieniu zagadnień dotyczących ludzkiego działania na rynku nieregulowanym. Wiele miejsca Mises poświęca roli w gospodarce poszczególnych czynników produkcji (kapitału, ziemi i pracy) oraz kształtowanie się ich cen i wynagrodzeń (zysk, renta i płaca). Szczegółowo omawia też zjawisko wymiany rynkowej oraz system cen. Oddzielny rozdział poświęcony jest też austriackiej teorii cyklu koniunkturalnego.
Część piąta jest szczegółowym omówieniem problemu kalkulacji ekonomicznej wraz z krytyką podejmowanych prób jego rozwiązania. Część szósta Skrępowana gospodarka rynkowa stanowi rozwinięcie wątków poruszonych w części piątej i poświęcona jest szczegółowej analizie skutków rozmaitych form zewnętrznej regulacji rynku. Poruszone zostają zagadnienia:
- opodatkowania;
- bezpośredniej ingerencji w działalność produkcyjną;
- ingerencji w ceny;
- polityki gospodarczej: monetarnej oraz fiskalnej;
- ekonomii dobrobytu.

Centralną tezą rozdziału jest twierdzenie, że co do zasady wszystkie sposoby ingerencji w gospodarkę nie osiągają w długim okresie celów, jakie są przed nimi stawiane. 
Ostatnia, siódma część Ludzkiego działania zatytułowana: Miejsce ekonomii w społeczeństwie poświęcona jest ogólnym rozważaniom na temat nauki, jaką jest ekonomia. Mises przedstawia swoje obserwacje na temat miejsca ekonomii w edukacji, roli ekonomistów w społeczeństwie oraz ekonomii dla rozwoju gospodarczego.

## Spis treści
Część pierwsza - Ludzkie działanie
I. Działający człowiek
II. Epistemologiczne zagadnienia nauk o ludzkim działaniu
III. Ekonomia i bunt przeciw rozumowi
IV. Pierwsza analiza kategorii działania
V. Czas
VI. Niepewność
VII. Działanie w świecie
Część druga - Działanie w społeczeństwie
VIII. Społeczeństwo
IX. Rola idei
X. Wymiana w społeczeństwie
Część trzecia - Kalkulacja ekonomiczna
XI. Ocena wartości bez kalkulacji
XII. Sfera kalkulacji ekonomicznej
XIII. Kalkulacja pieniężna jako narzędzie działania
Część czwarta - Katalaktyka lub ekonomia społeczeństwa rynkowego
XIV. Przedmiot i metoda katalaktyki
XV. Rynek
XVI. Ceny
XVII. Wymiana pośrednia
XVIII. Działanie w czasie
XIX. Procent
XX. Procent, ekspansja kredytowa i cykl koniunkturalny
XXI. Praca i płace
XXII. Pozaludzkie pierwotne czynniki produkcji
XXIII. Dane rynku
XXIV. Zgodność i konflikt interesów
Część piąta - Współpraca społeczna bez rynku
XXV. Konstrukcja myślowa społeczeństwa socjalistycznego
XXVI. Niemożność kalkulacji ekonomicznej w socjalizmie
Część szósta - Skrępowana gospodarka rynkowa
XXVII. Rząd i rynek
XXVIII. Ingerencja przez opodatkowanie
XXIX. Restrykcje dotyczące produkcji
XXX. Ingerencja w strukturę cen
XXXI. Manipulacja pieniądzem i kredytem
XXXII. Konfiskata i redystrybucja
XXXIII. Syndykalizm i korporacjonizm
XXXIV. Ekonomia wojny
XXXV. Zasada dobrobytu przeciw zasadzie rynku
XXXVI. Kryzys interwencjonizmu
Część siódma - Miejsce ekonomii w społeczeństwie
XXXVII. Nieokreślony charakter ekonomii
XXXVIII. Miejsce ekonomii w edukacji
XXXIX. Ekonomia i podstawowe zagadnienia ludzkiej egzystencji